# Jacques Ellul
Jacques Ellul (Bordeaux, 6 gennaio 1912 – Pessac, 19 maggio 1994) è stato un sociologo e teologo francese, autore di svariati saggi sulla cosiddetta "società tecnologica", sul Cristianesimo e sulla politica; fu sostenitore dell'idea che l'anarchismo e il cristianesimo si prefiggono lo stesso obiettivo sociale; fu al contempo sostenitore di politiche ecologiche e tra i precursori dell'attuale idea di decrescita economica.

## Biografia
La famiglia in cui Ellul nacque aveva origini cosmopolite: il nonno paterno era maltese e quindi cittadino britannico, la nonna serba, il padre Joseph era nato a Trieste, ma aveva conservato la cittadinanza inglese e, messa da parte l'educazione religiosa cristiana-ortodossa impartitagli dalla madre, aveva assunto ferme convinzioni laiche, mentre la madre Marthe Mendes, di religione protestante, era una francese di origini portoghesi.
L'impronta paterna si rivelò nell'infanzia, quando Jacques prese parte nei giardini pubblici di Bordeaux a quei giochi di formazione che erano gli scontri fra opposti gruppi di ragazzi, lui schierato nella fazione dei «laici», contro quella opposta dei «cattolici». Ma anche l'influsso materno non tardò a manifestarsi, facendolo avvicinare al problema religioso fino ad avere, il 10 agosto 1930, la «rivelazione di Dio», come egli stesso disse senza però scendere in particolari.
Conseguita la maturità nel 1929, avrebbe voluto scegliere la carriera di ufficiale di marina, ma il padre gli impose gli studi di diritto nell'Università. Erano gli anni difficili della crisi economica mondiale, aggravati, nella famiglia Ellul, dalla disoccupazione del padre e dalle cattive condizioni di salute della madre.
Importante fu per Jacques l'amicizia con Bernard Charbonneau, con il quale aderì al personalismo, un movimento politico-culturale nel quale confluivano correnti anche molto diverse tra di loro: il gruppo raccolto intorno alla rivista Esprit, fondata nel 1932 da Emmanuel Mounier, quello dell'«Ordre Nouveau», capeggiato da Alexandre Marc e la «Jeune Droite» vicina al movimento di estrema destra Action Française.
Charbonneau ed Ellul, che aderì al marxismo senza tuttavia iscriversi al Partito comunista, appartenevano alla corrente libertaria ed ecologista, propagandavano le loro idee in conferenze e nel 1935 pubblicarono un loro manifesto, le Directives pour un manifeste personnaliste. Furono vicini alla rivista Esprit e mantennero contatti con il gruppo dell'Ordre Nouveau, ma finirono per rompere con il gruppo dell'Esprit, accusando il cattolico Mounier di autoritarismo. Nel 1932 ebbe luogo la sua conversione al Cristianesimo, che alcuni anni più avanti avrebbe descritto come un fatto «molto repentino e brutale». Ellul stesso la attribuì a «un incontro con Dio» vissuto in gioventù. Secondo il suo racconto, all'età di diciassette anni, mentre si stava preparando all'esame di maturità, si era messo a tradurre a casa propria il Faust di Goethe, quando si rese conto di essere in presenza di qualcosa di sopraffacente e straordinario, che era penetrato al centro del suo essere.
Intanto, dopo aver frequentato i corsi di diritto all'Università di Bordeaux e poi in quella di Parigi, Ellul ottenne nel 1936 il dottorato in diritto con la tesi Etude sur l'évolution et la nature juridique du Mancipium.
Nel 1937 sposò Yvette Lensvelt (1912-1991), una nordirlandese con passaporto britannico, dalla quale ebbe quattro figli: Jean (nato nel 1940), Simon (1941-1947), Yves nel '45 e Dominique nel '49. Nello stesso anno iniziò la sua carriera accademica come lettore di diritto all'Università di Montpellier e l'anno dopo in quella di Strasburgo, mentre collaborava alle riviste protestanti «Le Semeur» e «Foi et Vie»; nel 1939 passò ancora all'Università di Clermont-Ferrand ma l'anno dopo gli fu revocata la cattedra dal governo di Vichy, in applicazione della legge appena approvata a luglio, con la quale s'inibiva l'insegnamento pubblico agli stranieri e ai loro figli: suo padre Joseph, infatti, cittadino britannico, non aveva mai preso la cittadinanza francese.
Successivamente, divenne consapevole di essere stato in presenza di Dio e quell'esperienza mistica lo portò dopo qualche anno a convertirsi.
Per vivere, si trasferì allora con la famiglia a Martres, nella Gironda, improvvisandosi agricoltore; aderì alla Resistenza e, con la liberazione della Francia, nel 1944 fu nominato professore di diritto nell'Università di Bordeaux, dove rimase fino al pensionamento, avvenuto nel 1980.
Partecipò alla vita politica della nuova Francia: segretario generale del Mouvement de Libération Nationale, alleato dell'Organisation Civile et Militaire sotto la sigla di Union Démocratique et Socialiste de la Résistance si presentò candidato alle elezioni legislative del 21 ottobre 1945, con un programma che prevedeva la sostituzione del Senato con una "Camera dell'economia", il divieto dei monopoli e la nazionalizzazione delle aziende di interesse nazionale. Ma il risultato elettorale fu deludente e nessun candidato dell'Union venne eletto.
Consulente per il Consiglio Ecumenico delle Chiese francesi, fu membro della Chiesa Riformata di Francia. 
A motivo del suo contributo da leader della Resistenza francese nel corso della Seconda Guerra Mondiale, fu decorato col titolo di Giusto tra le Nazioni dallo Stato di Israele, a Yad Vashem.
Partecipò anche alla vita politica cittadina di Bordeaux della quale divenne anche il vicesindaco.

## Stato Moderno
Nel libro Storia delle Istituzioni definì lo stato moderno una particolare organizzazione del potere che si afferma in Europa tra il XII e il XVII secolo. È un fenomeno di lunga durata.
Ellul elabora tre indicatori che, se presenti in una nazione, la qualificano in termini di stato moderno:
- Accentramento
- Territorialità
- Concezione patrimoniale dinastica.

Ellul individua dei laboratori di stato moderno. I modelli di stato moderno sono fondamentalmente due:
- Francia (Laboratorio dell'assolutismo)
- Inghilterra (Laboratorio del parlamentarismo).

## Anarchia e Cristianesimo
Nella sua opera Anarchie et Christianisme (1988), Ellul cerca di trovare punti di contatto tra Anarchia e Cristianesimo, rifacendosi al processo a Gesù (in cui analizza il suo atteggiamento di opposizione alle autorità costituite, per cui non accetta di discutere, né di discolparsi) e all'idea generale di ostilità al potere nella Chiesa delle origini. Al fatto che le grandi confessioni cristiane (in complicità con i poteri politici) siano riuscite a ribaltare il messaggio evangelico nel suo opposto, Ellul oppone la sua idea di corrente di religiosità sotterranea, una sorta di chiesa invisibile che sostiene la verità della parola di Cristo dall'esterno e dall'interno delle stesse istituzioni religiose ufficiali, parallelamente al loro "tradimento".

## Opere
- Il fondamento teologico del diritto, Gabrielli editori, 2012 (Le fondement théologique du droit , Delachaux et Niestlè, Neuchatel, 1946)
- La tecnica. Rischio del secolo, Giuffré, Milano, 1969 (La technique ou l'enjeu du siècle, Paris: Armand Colin, 1954)
- L'uomo e il denaro, Editrice AVE, Roma 1969 (L'homme et l'argent, Paris, 1954)
- Storia delle istituzioni, vol. 1: L'antichità, Mursia, Milano1972
- Metamorfosi del borghese, Giuffrè, Milano1972 (Métamorphose du bourgeois, Paris, 1967)
- Propaganda. Come si formano i comportamenti degli uomini, Piano B, Prato 2022 (Propagandes, Librairie Armand Colin,  Paris, 1962)
- Autopsia della rivoluzione, SEI, Torino1974 (Autopsie de la révolution, Paris, 1967)
- La speranza dimenticata, Queriniana, Brescia 1975 (L'espérance oubliée, Paris: Gallimard, 1972)
- Storia delle istituzioni, vol. 2: Il Medioevo, Mursia, Milano 1976
- Storia delle istituzioni, vol. 3: Età moderna e contemporanea dal XVI al XIX secolo, Mursia, Milano 1976
- Il tradimento dell'Occidente, Giuffrè, Milano 1977 (Trahison de l'Occident, Paris: Calmann-Lévy, 1975)
- Storia della propaganda, Edizioni scientifiche italiane, Napoli 1983 (Histoire de la propagande, Paris: P.U.F., 1967, 1976)
- Anarchia e cristianesimo, Elèuthera, Milano 1993 (Anarchie et christianisme, Lyon: Atelier de Création Libertaire, 1988)
- Islam e cristianesimo. Una parentela impossibile, Lindau, Torino 2006 (Islam et judéo-christianisme, Presses universitaires de France, 2004)
- Il sistema tecnico, Editoriale Jaca Book, Milano 2009 (Le Système technicien, Calmann-Lévy, 1977)
- La sovversione del cristianesimo, Edizioni Fondazione Centro Studi Campostrini, Verona 2012 (La subversion du christianisme, Editions du Seuil, 1984)
- La ragione d'essere. Meditazioni sull'Ecclesiaste, Edizioni Fondazione Centro Studi Campostrini, Verona 2013 (La raison d'être, méditation sur l'Ecclésiaste, Editions du Seuil, 1987)
- Una legge di libertà. Commento alla Lettera di Giacomo, Queriniana, Brescia 2023 (La loi de liberté. Commentaire de l’épître de Jacques, Bayard Editions 2020)